# Thanatophilus sinuatus
Thanatophilus sinuatus is een keversoort behorend tot de familie van de Aaskevers. Hij komt voor op aas en karkassen tijdens het ontbindingsproces. Volwassen exemplaren zijn te vinden van mei tot september.

## Kenmerken
Het is een grijsachtige kever met een lente van 10 tot 14 millimeter. Hij heeft longitudinale richels op de dekschilden en het pronotum heeft een nogal gevlekt uiterlijk.

## Levenswijze
De kevers leven puur overdag. De volwassen dieren gebruiken hun reukvermogen om al vliegend aas op te sporen. Ze landen erop of in de buurt en bereiken het dan lopend. Over het algemeen houdt de soort echter niet zo van vliegen en heeft hij de neiging om te vluchten door zich ondergronds te verstoppen.

### Paring
Copulaties komen vooral veel voor in het voorjaar en de vroege zomer. De mannetjes houden zich vast aan de voelsprieten van de vrouwtjes en rijden vaak urenlang. Spermaoverdracht vindt plaats in spermatoforen. Als het vrouwtje vervolgens paart met een ander mannetje, kan het mannetje met behulp van zijn stekelige aedagegus de spermatofoor van het vorige mannetje verwijderen. Het vrouwtje legt meerdere eieren in een hol van enkele centimeters diep dat speciaal voor dit doel is gegraven. De eieren rusten op de bodem van het hol. In het kweekexperiment werden de volgende aantallen verkregen: Een vrouwtje legt gemiddeld meer dan 40 legsels, er werden gemiddeld bijna elf eieren per legsel gelegd, in totaal tussen de 400 en 500 eieren.

### Larven
Het eerste larvenstadium duurt een kleine drie dagen, het tweede larvenstadium ruim twee dagen en het derde larvenstadium iets meer dan tien dagen. De larve van het derde stadium graaft zich in de grond en creëert door met zijn achterlijf te slaan een holte waarin verpopping plaatsvindt. De pop duurt ongeveer tien dagen om uit te komen. Afhankelijk van de lichtomstandigheden verandert het jonge kevertje in tien tot dertig uur van kleur en verlaat meestal na twee dagen de popholte. Het begint meteen met de rijpingsvoeding, die bijna twee weken duurt.

### Experiment
In gevangenschap kan Thantatophilus sinuatus tot vier generaties per jaar produceren, maar meestal minder. In het experiment duurde de ontwikkeling van het ei tot het uitkomen van de kever ongeveer 62 dagen voor de eerste generatie en 48 dagen voor de tweede generatie. Terwijl de eerste twee generaties probleemloos konden worden gekweekt, was het kweeksucces in de volgende generaties beduidend slechter. Daarom wordt aangenomen dat er in de natuur slechts twee generaties voorkomen. In het experiment kwamen de meeste overwinterende kevers uit de tweede generatie, geen enkele uit de eerste generatie en zeer weinig uit latere generaties. De kever heeft in ieder geval in Centraal-Europa waarschijnlijk twee generaties per jaar.
In het experiment groeven de kevers tot vijftien centimeter diep in de grond om te overwinteren. Alleen individuen die nog niet waren gekomen om zich voort te planten deden dit. Kevers die zich al hadden voortgeplant, zwierven rond tot ver in de herfst en stierven geleidelijk uit.

## Voedsel
Larven en volwassenen zijn strikt necrofaag. Alleen in grote nood worden levende regenwormen, insectenlarven en nog zwakkere soortgenoten aangevallen (in de proefbak). Het voedsel wordt gekneed met de kaken en vermengd met uitgebraakte spijsverteringssappen uit de middendarm. Op deze manier wordt een deel van het voedsel al verteerd buiten de darm (extratestinaal).
Larven en volwassenen kunnen grote hoeveelheden voedsel tot zich nemen en aan de andere kant verbazingwekkende uithongeringsvermogens vertonen. Een overaanbod of gebrek aan voedsel heeft echter nauwelijks invloed op de ontwikkelingstijd van de larven. Pas in het derde en laatste larvenstadium zijn er schommelingen die niet aan de temperatuur maar aan de voedselvoorziening te wijten zijn. Ze hebben echter betrekking op de procentuele verdeling van rust- en voedertijden, niet op de totale duur van het larvale stadium.
Volgens andere informatie bestaat een legsel gemiddeld uit 5 eieren en hebben de eieren een gemiddeld volume van 0,21 mm³. Ook volgens een andere bron duurt de ontwikkeling van het leggen van eieren tot het uitkomen van de kever 24 dagen bij 20 °C. Deze verschillen kunnen te wijten zijn aan het feit dat er een andere ondersoort is gebruikt.

## Verspreiding
De soort is wijdverspreid in het Palearctisch gebied. Naast Europa, Noord-Amerika, Noord-Azië en Noord-Afrika, komen ze voor in Japan en Korea.
In het Middellandse Zeegebied komt de kever het hele jaar voor. Daar komt de kever vaker voor in bosrijke gebieden dan in open land. Openland-biotopen worden genoemd als het voorkeurshabitats voor Centraal-Europa.

## Forensische toepassingen
De volwassen kever is te vinden op vers aas, in alle stadia van ontbinding tot aan de droge botten toe. Of het aas aan de zon wordt blootgesteld of in de schaduw ligt, is relatief onbelangrijk, de kevers worden alleen minder vaak gezien bij temperaturen boven de 30 °C.
Deze soort kan daarom slechts in zeer beperkte mate worden gebruikt in forensisch onderzoek om het mogelijke tijdstip van overlijden van een lijk te beperken of om informatie te geven over waar het vroeger was. Aan de andere kant kunnen mogelijk conclusies over de doodsoorzaak worden getrokken uit Thanatophilus sinuatus. Bij laboratoriumtests was er een goede correlatie tussen de morfinegehalten in het karkas en de morfinegehalten in de kevers van het tweede en derde stadium. Vergiften zouden dus nog kwantitatief in de kever kunnen worden gedetecteerd, terwijl dit in het karkas misschien niet meer mogelijk is.